# Шабле (масив)
Шабле (на френски: Massif du Chablais) се нарича най-северният масив от Френските Алпи (от групата на Савойските Алпи), който се разполага на територията на Франция (департамент Горна Савоя) и Швейцария (кантон Вале). Той свързва масива Монблан с Женевското езеро, откъдето се издига с внушителна красота. Най-висок връх - Дан дю Миди (3257 м).

## Име
Шабле се нарича областта между Женевското езеро е река Арв. Исторически тя е била част от Савойското графство и после херцогство. Населена е с французи, принадлежи на Франция по време на Революцията и Първата империя. През 1860 г. окончателно попада под френска власт.

## Описание
Същинската част на Алпи Шабле представлява 50-километров хребет, който държи посока югоизток-северозапад. Има асиметрично сечение със стръмни склонове откъм долината на Рона (където денивелацията е над 2000 м) и полегати към френска страна, където ясно се вдълбава долината на река Дранс. Започва от река Ноар, където се свързва с друг известен хребет - Егюи Руж. Първият връх е на територията на Франция - Мон Бюе, докато най-високите са в Швейцария - Тур Салиер и Дан дьо Миди. Те ограждат два големи циркуса с ледникови езера и язовира Саланф. След това долината Илие разделя масива на две части, като северната е далеч по-ниска и изгубва част от алпийския си характер. Въпреки това дори до бреговете на езерото има върхове над 2000 м. Последният - Льо Грамон - се извисява внушително над езерната повърхност и предлага гледка, която се запомня за цял живот.
Алпи Шабле имат уникална геоложка структура, изписвана през последните 245 млн. г. Разломи, навлаци и неповторими огъвания на скалите могат да се видят в създадения от ЮНЕСКО Геопарк Шабле.

## Върхове
Десетте най-високи върхове са:
| Връх           | Височина | Височина     |
| -------------- | -------- | ------------ |
| Дан дю Миди    | 3257 м   | южна част    |
| Тур Салиер     | 3220 м   | южна част    |
| Мон Бюе        | 3096 м   | южна част    |
| Теневерж       | 2989 м   | южна част    |
| Дан Бланш      | 2759 м   | южна част    |
| Поант д'Антерн | 2733 м   | южна част    |
| Фонтанабран    | 2703 м   | южна част    |
| От Форт        | 2466 м   | северна част |
| Корнет дьо Биз | 2432 м   | северна част |
| Ле Жумел       | 2215 м   | северна част |